# Big Bang de 1986

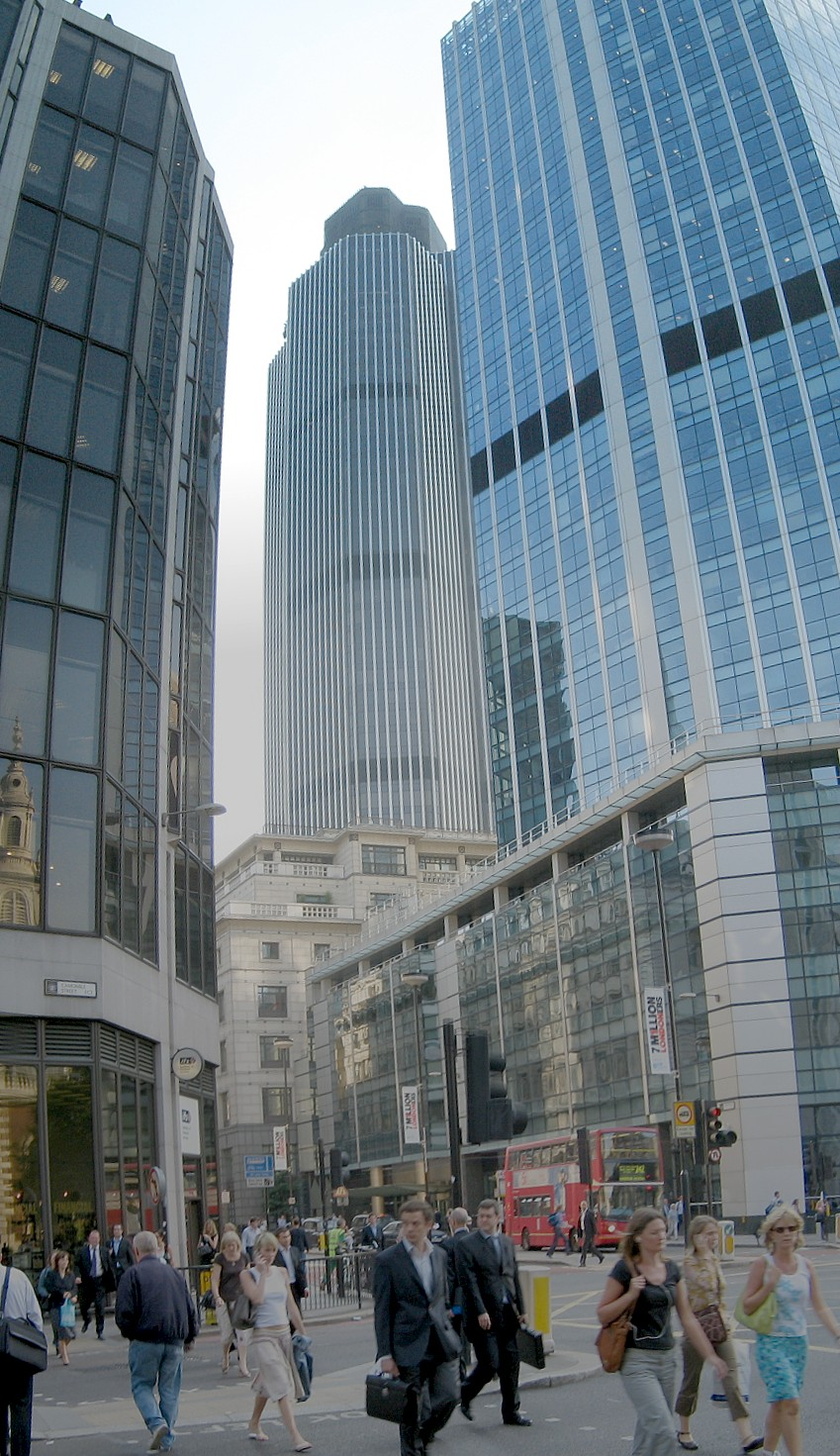
A expressão Big Bang de 1986 refere-se à repentina desregulamentação dos mercados financeiros.

Em finanças, o Big Bang de 1986 se refere à repentina desregulamentação dos mercados financeiros promovida pela primeira-ministra britânica Margaret Thatcher, em 1986. A expressão foi cunhada para descrever medidas tais como a abolição de comissões fixas e da distinção entre corretores de ações e corretores na Bolsa de Valores de Londres, bem como a mudança de negociação de viva voz para eletrônica, por meio de telas.

## História
O Big Bang foi o resultado de um acordo em 1983 entre o governo Thatcher e a Bolsa de Valores de Londres para resolver um amplo caso antitruste que havia sido iniciado durante o governo anterior pelo Office of Fair Trading contra a Bolsa de Valores de Londres sob a Lei de Práticas Comerciais Restritivas de 1956. Estas práticas restritivas incluíam as regras da Bolsa de Valores de Londres que estabeleciam comissões mínimas fixas, a regra da "capacidade única" (que impunha uma separação entre os corretores que atuavam como agentes dos seus clientes por comissão e os intermediários que constituíam os mercados e, teoricamente, forneciam liquidez através da detenção de linhas de ações e ações nos seus livros), a exigência de que tanto os corretores como os intermediários fossem independentes e não fizessem parte de qualquer grupo financeiro mais vasto, e a exclusão da bolsa de valores de todos os estrangeiros da associação à bolsa de valores.
O dia em que as regras da Bolsa de Valores de Londres mudaram em 27 de outubro de 1986 foi apelidado de "Big Bang" por causa do aumento da atividade de mercado esperado de uma agregação de medidas destinadas a alterar a estrutura do mercado financeiro.
O efeito do Big Bang levou a mudanças significativas na estrutura dos mercados financeiros em Londres. As mudanças fizeram com que muitas das antigas empresas fossem adquiridas por grandes bancos, tanto estrangeiros quanto domésticos, e levariam nos anos seguintes a novas mudanças no ambiente regulatório que acabariam por levar à criação da Autoridade de Serviços Financeiros.

## Eventos semelhantes
Ações semelhantes subsequentes, como a desregulamentação dos mercados financeiros japoneses por volta de 1997, também foram marcadas com a frase Big Bang.